# 涅马
涅马（羅馬化：Nema）是俄罗斯基洛夫州的市级镇、涅马区行政中心，位于伏尔加河流域内维亚特卡河支流涅姆达河（Немда）畔，地处基洛夫州东南部，在州府基洛夫东南方。
该地2021年人口有3,205人；2010年人口3,650；2002年人口3,916；1989年人口4,141。